# Birka (djur)
För andra betydelser, se Birka (olika betydelser).
Birka är ett släkte av steklar som beskrevs av René Malaise 1944. Birka ingår i familjen bladsteklar.
Kladogram enligt Dyntaxa:
| Birka | \| \| Birka annulitarsis \| \| \| \| \| \| Birka cinereipes \| \| \| \| |
|       | \| \| Birka annulitarsis \| \| \| \| \| \| Birka cinereipes \| \| \| \| |
|       | Birka annulitarsis                                                      |
|       |                                                                         |
|       | Birka cinereipes                                                        |
|       |                                                                         |